# الیو برن
الیو «داستی» برن یک زن خانه‌دار آمریکایی و همخانه قانونی ویلیام مولتون مارستون و الیزابت هالووی مارستون بود. او الهام بخش خلق زن شگفت‌انگیز توسط مارستون بود.

## زندگی‌نامه
الیو برن و ویلیام مارستون در ال ۱۹۲۵ در حالی یکدیگر را ملاقات کردند که الیو دانشجوی سال سوم دانشگاه تافتس بود. ویلیام استاد روان‌شناسی او بود و خیلی زود دستیار تحقیقات او شد. حتی الیو او را به انجمن خواهریش برد تا بتواند تحقیقاتش را انجام دهد.
الیو برن دختر اتل برن بود که نخستین کلینیک کنترل تولد را در آمریکا همراه با خواهرش مارگارت سنگر باز کرد.

## روابط
الیو با ویلیام مارستون متأهل وارد رابطه بود. همسر ویلیام، الیزابت مارستون، از این رابطه خبر داشت و هر سه چند سالی را با هم زندگی می‌کردند. در این مدت هر دو زن از مارستون بچه دار شدند و الیزابت بخاطر برن، نام دخترش را الیو گذاشت. بسیاری از مورخان گمان می‌کنند که این دو زن به خوبی باهم کنار می‌آمدند. بخاطر این رابطه و همخانگی غیرمعمول، الیو را خواهر بیوه الیزابت معرفی می‌کردند.
الیو دو پسر از مارستون به نام‌های برن و دان داشت.

## زن شگفت‌انگیز
جیل لپور در کتاب تاریخچه مخفی زن شگفت‌انگیز آورده که بعضی افراد الیو را الهام بخش مارستون برای ظهور شخصیت به یاد ماندنیش می‌دانند اما خودِ مارستون تنها اشاره می‌کند که یک جفت دستبند که الیو همواره می‌پوشید، الهام بخش او برای خلق همین دستبندها برای قهرمان کتاب شد.

## فیلم
پروفسور مارستون و زنان شگفت‌انگیز فیلمی درام دربارهٔ الیزابت هالووی مارستون، شوهرش ویلیام مولتون مارستون، الیو برن و خلق زن شگفت‌انگیز است.